# Navy and Marine Corps Medal
Die Navy and Marine Corps Medal ist die dritthöchste Auszeichnung, die vom Marineministerium der Vereinigten Staaten verliehen wird. Der Orden kann nur an Mitglieder der United States Navy und des United States Marine Corps vergeben werden. Die Auszeichnung wird seit dem 7. August 1942 durch einen Kongressbeschluss verliehen.
Mit der Navy and Marine Corps Medal werden Soldaten ausgezeichnet, die außerhalb von Kampfhandlungen Mut und Tapferkeit bewiesen haben. Die Auszeichnung ist äquivalent zu der Soldier’s Medal der Army, der Airman’s Medal der Air Force und der Coast Guard Medal der Küstenwache.
Der bekannteste Träger der Navy and Marine Corps Medal war John F. Kennedy.